# 治験薬
米国食品医薬品局（FDA）による治験薬（ちけんやく、英: Investigational New Drug、IND）プログラムは、医薬品の販売申請が承認される前に、製薬会社がヒト臨床試験を開始して実験薬を（通常は治験責任者に）出荷する許可を得るための制度である。米国連邦規則21条312（21 C.F.R. 312）に記載されている。管轄によって異なり、欧州連合、日本、およびカナダでも同様の手順が踏まれている。また、Investigational New Drugという用語は、臨床研究で使用される薬剤そのものを指すこともあり、被験薬、研究新薬、または治験使用薬とも呼ばれる。
以下では、米国FDAにより定められた制度について説明する。

## 種類

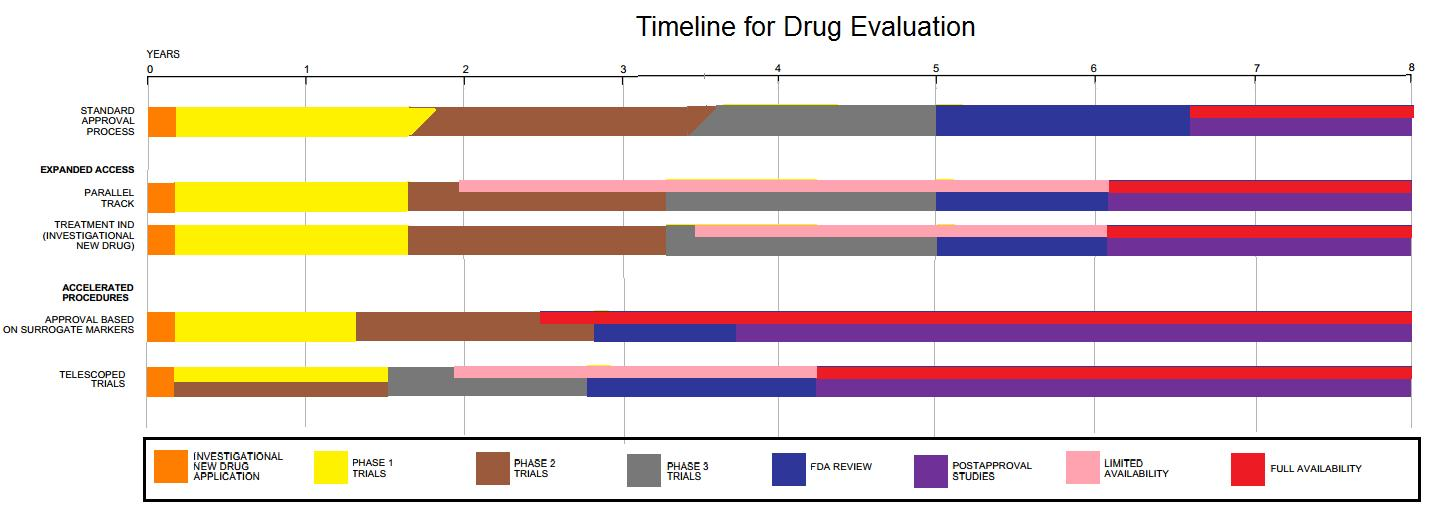
医薬品評価のタイムライン

- 商業用INDは、新薬の販売承認を得るために企業が提出する申請である。
- 研究用INDまたは臨床研究用INDは、研究者が未承認薬の研究、または承認済みの薬剤を新しい適応症や新しい患者集団で研究するために提出する非商業用INDである。
- 緊急使用INDは、人道的使用または単一患者INDとも呼ばれ、臨床状況が21 CFR §§ 312.23, 312.24に従ってINDを提出するのに十分な時間がない場合に、未承認薬の緊急使用のために提出される。これらは、標準的な治療法がない生命を脅かす状態のために最も一般的に用いられる。
- 治療用INDは、FDAの承認前に、重篤な、または生命を脅かす症状の治療のために薬剤を利用できるようにするために申請される。重篤な疾患または症状とは、脳卒中、統合失調症、関節リウマチ、変形性関節症、慢性うつ病、発作、アルツハイマー型認知症、筋萎縮性側索硬化症（ALS）、およびナルコレプシーである。
- スクリーニングINDは、好ましい化合物または製剤をスクリーニングするために、複数の構造類似化合物に対して申請される。その後、好ましい化合物は、別のINDの下で開発することができる。化学的には異なるが、薬力学的に類似した塩、エステル、その他の薬剤誘導体をスクリーニングするために使用される。

## 申請方法
INDの申請は、次のように分類できる。
1. 前臨床試験は、薬剤がヒトで試験を行っても安全かどうかを評価するための、動物薬理学および毒物学研究試験からなる。また、過去にその薬剤をヒトに投与した経験（多くの場合は外国での使用）も含まれている。
2. 製造情報には、医薬品の組成、製造者、安定性、および製造に使用される管理方法が含まれる。企業が医薬品の一貫したバッチを適切に製造および供給できることを確認するために使用される。
3. 治験責任医師、すなわち、被験者への実験薬の投与を監督する専門家（一般的には医師）の資格に関する研究者情報。治験責任医師が治験業務を遂行するための資格を有しているかどうかを評価するために使用される。
4. 臨床試験実施計画書（英語版）はINDの中心的な文書である。初期段階の試験で被験者が不必要なリスクにさらされないかどうかを評価するために、提案された臨床試験の詳細なプロトコル（計画）が記述される。
5. その他の約束事は、研究対象者からインフォームド・コンセントを得ること、治験審査委員会（IRB）による研究の審査を受けること、治験薬規制を遵守することがあげられる。

また、INDには、治験責任医師が被験者または患者への危険性を最小限に抑えながら臨床試験を実施するために知っておくべき治験薬に関する重要な事実を教育することを目的とした治験薬概要書（Investigator's brochure、IB）が含まれていなければならない。
INDが提出されると、FDAは30日の猶予期間内にINDに対して異議を唱えなければならず、そうでなければ自動的に有効となり、臨床試験を開始することができる。FDAが問題を発見した場合は、INDを臨床的に保留し、その問題が解決するまで臨床試験の開始を禁止することができる。
INDに基づく実験薬は、"Caution: New Drug – Limited by Federal (or United States) law to investigational use."（邦訳　注意：新薬 - 連邦（または米国）法により治験用に制限されている。）というラベルを表示しなければならない。

## 内訳
INDと新薬承認申請（NDA）を合わせた約3分の2は低分子医薬品で、残りはバイオ医薬品である。INDの約半数は、医薬品開発の前臨床および臨床段階で失敗している。

## 事例
FDAは医療用大麻のINDプログラム（治験薬のコンパッショネート使用）を運営している。このプログラムは、公衆衛生当局が科学的価値がないと結論づけた後、ジョージ・H・W・ブッシュ大統領が「犯罪と薬物に厳しく対処する」ことを望んだため、1992年に新しい患者の受け入れを停止した。2011年の時点で、4人の患者がこのプログラムの下で政府から大麻を受領し続けている。
米国国防総省は大統領令13139号 (en:英語版) に基づき、炭疽ワクチン接種プログラム（AVIP）において、治験用新薬（IND）に分類される炭疽ワクチンを採用した。

## 参照項目
- コンパッショネート使用 - 生命に関わる疾患を有する患者のため、例外的に未承認薬の人道的使用を認める制度
- 動物用医薬品 - 動物の疾病の診断・治癒・緩和・治療・予防に用いる医薬品
- 生物製剤承認申請（英語版）- 生物製剤を州間通商に導入または輸送する許可を得るための申請
- 創薬 - 薬剤を発見したり設計したりするプロセス
- 迅速承認 (米国)（英語版） - 治験薬を迅速な審査の対象として指定する制度
- 適正製造基準（英語版） - 規制当局が定めた医薬品等の製造品質管理基準
- 逆利益法（英語版） - 新薬の有効性と有害性の比率は、薬が販売された範囲と反比例するという経験則
- 希少疾病用医薬品 - 患者数が少ないため、製薬会社の採算が取れない処方箋医薬品